# Julián Álvarez
Julián Álvarez (ur. 31 stycznia 2000 w Calchín) – argentyński piłkarz, występujący na pozycji napastnika w hiszpańskim klubie Atlético Madryt oraz w reprezentacji Argentyny. Złoty medalista Copa América 2021 i 2024 oraz Mistrzostw Świata 2022.
Karierę klubową zaczynał w River Plate, w którym zadebiutował w 2018. Razem z zespołem w tym samym roku wygrał rozgrywki Copa Libertadores, a trzy lata później zdobył mistrzostwo Argentyny. W styczniu 2022 został zawodnikiem Manchesteru City, ale przez rundę wiosenną przebywał na wypożyczeniu powrotnym w argentyńskiej drużynie. W sezonie 2022/2023 zdobył z Manchesterem potrójną koronę, wygrywając Premier League, Puchar Anglii oraz Ligę Mistrzów UEFA. Zdobywca Superpucharu CONMEBOL–UEFA w 2022.

## Kariera klubowa

### River Plate
Julián Álvarez profesjonalny debiut zaliczył 27 października 2018 w meczu Primera División z Aldosivi (1:0). Pierwszą bramkę w seniorskiej karierze strzelił 17 marca 2019 w wygranym 3:0 spotkaniu z Independiente. 8 listopada 2021 zdobył cztery gole w wygranym 5:0 starciu z Patronato w ramach 20. kolejki Primera División. 
1 maja 2022 skompletował hat-tricka przeciwko Sarmiento (7:0). 25 maja, w meczu Copa Libertadores przeciwko Alianza Lima strzelił 6 goli. 

### Manchester City
31 stycznia 2022, w dniu jego 22. urodzin, ogłoszono pozyskanie Álvareza przez angielski klub Manchester City; zawodnik pozostał jednak w River Plate do lipca. 30 lipca 2022 w meczu Superpucharu Anglii z Liverpoolem rozegrał pierwszy mecz dla Manchesteru City, w którym strzelił także debiutancką bramkę. 7 września zadebiutował w Premier League, rozgrywając mecz z West Hamem United (2:0). 6 września zanotował debiut w rozgrywkach Ligi Mistrzów UEFA, w meczu z Sevillą. 31 sierpnia w wygranym 6:0 spotkaniu z Nottingham Forrest strzelił pierwsze dwie bramki w Premier League. Pierwszą bramkę w Lidze Mistrzów UEFA zdobył 5 października w wygranym 5:0 starciu z FC København. 17 maja zdobył gola w wygranym 4:0 meczu półfinału Ligi Mistrzów UEFA z Realem Madryt i tym samym Manchester City awansował do finału rozgrywek, pokonując rywali w dwumeczu 5:1. W finale, rozegranym 10 czerwca przeciwko Interowi Mediolan, Manchester pokonał 1:0 rywali po trafieniu Rodriego i tym samym został triumfatorem Ligi Mistrzów UEFA.
30 października Álvarez uplasował się na 7. miejscu w plebiscycie Złotej Piłki. 22 grudnia 2023 w finale Klubowych Mistrzostw Świata 2023 przeciwko Fluminense (4:0) strzelił dwie bramki, a pierwszą zdobył w 40. sekundzie spotkania, ustanawiając rekord rozgrywek w najszybszej zdobytej bramce.
12 sierpnia 2024 Manchester City potwierdził sprzedaż Álvareza do Atlético Madryt.

## Kariera reprezentacyjna
3 czerwca 2021 zadebiutował w seniorskiej drużynie Argentyny. 29 marca 2022 w meczu z Ekwadorem (1:1) zdobył swoją pierwszą bramkę dla reprezentacji Argentyny. 30 listopada 2022 w meczu fazy grupowej Mistrzostw Świata 2022 przeciwko Polsce strzelił bramkę, ustalając wynik na 2:0. W meczu 1/8 finału z Australią (2:1), Álvarez strzelił swojego drugiego gola na MŚ. W półfinale tych rozgrywek, rozegranym 13 grudnia przeciwko reprezentacji Chorwacji, Álvarez zanotował dublet. 18 grudnia wystąpił w finale Mistrzostw Świata 2022 przeciwko Francji, który zakończył się zwycięstwem Argentyny 4:3 w serii rzutów karnych. 

## Statystyki

### Klubowe
(aktualne na 30 stycznia 2023)
| Klub               | Sezon              | Liga               | Liga  | Liga   | Puchar kraju | Puchar kraju | Puchar ligi | Puchar ligi | Kontynentalne | Kontynentalne | Inne  | Inne   | Suma  | Suma   |
| Klub               | Sezon              | Liga               | Mecze | Bramki | Mecze        | Bramki       | Mecze       | Bramki      | Mecze         | Bramki        | Mecze | Bramki | Mecze | Bramki |
| ------------------ | ------------------ | ------------------ | ----- | ------ | ------------ | ------------ | ----------- | ----------- | ------------- | ------------- | ----- | ------ | ----- | ------ |
| River Plate        | 2018/2019          | Primera División   | 5     | 1      | 1            | 0            | 0           | 0           | 1             | 0             | 1     | 0      | 8     | 1      |
| River Plate        | 2019/2020          | Primera División   | 7     | 0      | 3            | 1            | 2           | 0           | 5             | 1             | —     | —      | 17    | 2      |
| River Plate        | 2020/2021          | Primera División   | 10    | 2      | 3            | 1            | 1           | 1           | 11            | 5             | —     | —      | 25    | 9      |
| River Plate        | 2021               | Primera División   | 35    | 20     | —            | —            | —           | —           | 10            | 2             | 1     | 2      | 46    | 24     |
| River Plate        | Ogólnie            | Ogólnie            | 57    | 23     | 7            | 2            | 3           | 1           | 27            | 8             | 1     | 0      | 96    | 36     |
| Manchester City    | 2022/2023          | Premier League     | 31    | 9      | 5            | 3            | 2           | 1           | 10            | 3             | 1     | 1      | 49    | 17     |
| Manchester City    | 2023/2024          | Premier League     | 21    | 8      | 2            | 1            | 1           | 0           | 4             | 4             | 4     | 2      | 32    | 15     |
| Manchester City    | Ogólnie            | Ogólnie            | 52    | 17     | 7            | 4            | 3           | 1           | 14            | 7             | 5     | 3      | 81    | 32     |
| River Plate (wyp.) | 2022               | Primera División   | 17    | 11     | 1            | 1            | 0           | 0           | 8             | 6             | 0     | 0      | 26    | 18     |
| River Plate (wyp.) | Ogólnie            | Ogólnie            | 17    | 11     | 1            | 1            | 0           | 0           | 8             | 6             | 0     | 0      | 26    | 18     |
| Ogólnie w karierze | Ogólnie w karierze | Ogólnie w karierze | 126   | 51     | 15           | 7            | 6           | 2           | 49            | 21            | 7     | 5      | 203   | 86     |

### Reprezentacyjne
(aktualne na 3 lipca 2024)
| Reprezentacja | Rok     | Mecze | Bramki |
| ------------- | ------- | ----- | ------ |
| Argentyna     | 2021    | 5     | 0      |
| Argentyna     | 2022    | 14    | 7      |
| Argentyna     | 2023    | 9     | 0      |
| Argentyna     | 2024    | 5     | 1      |
| Łącznie       | Łącznie | 33    | 8      |

## Sukcesy

### River Plate
- Mistrzostwo Argentyny: 2021
- Puchar Argentyny: 2018/2019
- Superpuchar Argentyny: 2019
- Copa Libertadores: 2018
- Recopa Sudamericana: 2018

### Manchester City
- Mistrzostwo Anglii: 2022/2023, 2023/2024
- Puchar Anglii: 2022/2023
- Liga Mistrzów UEFA: 2022/2023
- Superpuchar Europy UEFA: 2023
- Klubowe mistrzostwo świata: 2023

### Argentyna
Mistrzostwa świata
- Mistrzostwo: 2022

Copa América
- Mistrzostwo: 2021
- Mistrzostwo: 2024

Superpuchar CONMEBOL–UEFA
- Mistrzostwo: 2022

### Indywidualne
- Król strzelców Primera División: 2021 (18 goli)
- Król strzelców Klubowych mistrzostw świata: 2023 (2 gole)[b]

### Wyróżnienia
- Południowoamerykański Piłkarz Roku: 2021[20]
- Południowoamerykańska Drużyna roku: 2021[21]
- Drużyna turnieju Mistrzostw Ameryki Południowej U-20: 2019[22]